# STU Northside Bulls
Der Solna Täby United Northside Bulls American Football Club (kurz STU Northside Bulls AFC) ist ein schwedischer American-Football-Verein aus Solna.
Am 11. März 2020 wurden die Bulls die American-Football-Abteilung des AIK Solna.

## Geschichte
Die Northside Bulls sind eine 2006 gegründete Spielgemeinschaft der Solna Chiefs und Täby Flyers. In Spielgemeinschaft sind der Seniors-, U-19- und U-17-Spielbetrieb der Teams organisiert. 2008 nahmen die Northern Bulls an der Superserien teil, der höchsten schwedischen Liga, allerdings sprangen nur zwei Siege und der letzte Platz in der Tabelle heraus. Sehr erfolgreich agieren dagegen die U-19-Junioren, die zwischen 2006 und 2008 dreimal in Folge den schwedischen Meistertitel erringen konnten. Der Abstieg konnte nur durch den Rückzug der Göteborg Marvels gesichert werden. Auch in der Saison 2009 erreichten die Nothern Bulls nur zwei Siege und den letzten Platz in der Superserien. Allerdings wurde der Klassenerhalt durch einen 36:11-Erfolg über die Kristianstad C4 Lions in der Abstiegsrelegation geschafft.